# Diócesis de Fushun
La diócesis de Fushun o de Fǔshùn (en latín: Dioecesis Fuscioenensis y en chino: 天主教抚顺教区) es una circunscripción eclesiástica de la Iglesia católica en China. Se trata de una diócesis latina, sufragánea de la arquidiócesis de Fengtian. Desde el 29 de junio de 2008 es administrada como parte de la diócesis patriótica de Liaoning por el arzobispo Paul Pei Junmin, aunque para el Anuario Pontificio es sede vacante desde el 7 de agosto de 1946. La Asociación Patriótica Católica China redujo y renombró a la arquidiócesis de Fengtian a diócesis de Shenyang en fecha no precisada, luego, en septiembre de 1981 la fusionó en su nueva diócesis de Liaoning, junto con las diócesis de Fushun, Yingkou y la diócesis oficial de Jinzhou (parte de la diócesis de Rehe), sin asentimiento de la Santa Sede.

## Territorio y organización
La diócesis tiene 75 204 km² y extiende su jurisdicción sobre los fieles católicos de rito latino residentes en parte de la provincia de Liaoning. Para la Asociación Patriótica Católica China la diócesis patriótica de Liaoning comprende toda la provincia de Liaoning.
La sede de la diócesis se encuentra en la ciudad de Fushun, en donde se halla la Catedral de San José, aunque la sede patriótica oficial de la diócesis de Liaoning se halla en la ciudad de Shenyang (o Mukden), en donde se encuentra la Catedral del Sagrado Corazón.
En 1949 en la diócesis existían 17 parroquias.

## Historia
El 18 de septiembre de 1931 el ejército japonés de Kwantung ocupó Fushun y la colocó bajo la jurisdicción de Manchukuo, pero a los sacerdotes extranjeros todavía se les permitía continuar predicando y sirviendo localmente. 
La prefectura apostólica de Fushun fue erigida el 4 de febrero de 1932 con el breve Admonet Nos del papa Pío XI, obteniendo el territorio del vicariato apostólico de Shenyang (hoy arquidiócesis de Fengtian). Fue formada con los condados de Fushun, Dalian, Benxi y Dandong de la parte oriental de la provincia de Fengtian; y Tonghua, Baishan y otros lugares de la parte sur de la provincia de Jilin.
El 13 de febrero de 1940 la prefectura apostólica fue elevada al rango de vicariato apostólico con la bula Ad potioris dignitatis del papa Pío XII.
Luego del Ataque a Pearl Harbor del 7 de diciembre de 1941 todo el clero aliado y estadounidense del vicariato apostólico fue encarcelado por el ejército japonés de Kwantung. El vicariato apostólico de Fushun fue administrado temporalmente por el vicariato apostólico de Fengtian. Tras la invasión soviética el 15 de agosto de 1945 el emperador del Japón anunció la rendición poniendo fin a la Segunda Guerra Mundial y la República de China se apoderó de las cuatro provincias del noreste de Manchukuo. El obispo Raymond Aloysius Lane pudo regresar a Fushun.
El 11 de abril de 1946 el vicariato apostólico fue elevado a diócesis con la bula Quotidie Nos del papa Pío XII.
El 31 de octubre de 1948 el Partido Comunista de China capturó la ciudad de Fushun, se impuso en la guerra civil y proclamó la República Popular China el 1 de octubre de 1949. El 4 de septiembre de 1951 China comunista expulsó al nuncio apostólico Antonio Riberi y la Santa Sede continuó reconociendo a la República de China en Taiwán como el legítimo gobierno chino. Todos los misioneros extranjeros fueron expulsados de China comunista en 1952, y los sacerdotes chinos locales debieron continuar administrando los asuntos de la diócesis.
La Asociación Patriótica Católica China fue creada con el apoyo de la Oficina de Asuntos Religiosos de la República Popular de China en 1957, con el objetivo de controlar las actividades de los católicos en China. Su nombre público es Iglesia católica china y es referida como la "Iglesia oficial" en contraposición a la "Iglesia subterránea" o "Iglesia clandestina" leal a la Santa Sede.
En el período de 1966 a 1976 la Revolución Cultural se ensañó especialmente contra la religión, destruyéndose numerosas iglesias y cesaron todas las actividades religiosas en la diócesis. A principios de la década de 1980 la diócesis reanudó sus operaciones.
La Asociación Patriótica Católica China renombró a la arquidiócesis como diócesis de Fengtian en fecha no precisada, luego, en septiembre de 1981 la fusionó en su nueva diócesis de Liaoning, junto con las diócesis de Fushun, Yingkou y la diócesis oficial de Jinzhou (parte de la diócesis de Rehe), sin asentimiento de la Santa Sede.
El 22 de septiembre de 2018 se firmó en Pekín el Acuerdo provisional entre la Santa Sede y la República Popular de China sobre el nombramiento de los obispos. El 22 de octubre de 2020 el acuerdo fue prorrogado por otros dos años y en octubre de 2022 por otros dos años más.
Debido a la situación particular de la Iglesia católica en China, la Santa Sede no nombra obispos para las diócesis chinas, que son sedes oficialmente vacantes incluso en presencia de obispos reconocidos por Roma.

## Estadísticas
Según el Anuario Pontificio 2002 la diócesis tenía a fines de 1949 un total de 10 000 fieles bautizados.
| Año                                                                             | Población            | Población | Población      | Sacerdotes | Sacerdotes    | Sacerdotes    | Bautizados por sacerdote | Diáconos permanentes | Religiosos | Religiosos | Parroquias |
| Año                                                                             | Bautizados católicos | Total     | % de católicos | Total      | Clero secular | Clero regular | Bautizados por sacerdote | Diáconos permanentes | Varones    | Mujeres    | Parroquias |
| ------------------------------------------------------------------------------- | -------------------- | --------- | -------------- | ---------- | ------------- | ------------- | ------------------------ | -------------------- | ---------- | ---------- | ---------- |
| 1949                                                                            | 10 000               | 6 250 000 | 0.2            | 8          | 8             |               | 1250                     |                      |            | 16         | 17         |
| Fuente: Catholic-Hierarchy, que a su vez toma los datos del Anuario Pontificio. |                      |           |                |            |               |               |                          |                      |            |            |            |

## Episcopologio
- Raymond Aloysius Lane, M.M. † (14 de abril de 1932-7 de agosto de 1946 renunció)[nota 1]
  - Sede vacante